# Thalictrum podocarpum
Thalictrum podocarpum är en ranunkelväxtart som beskrevs av Carl Sigismund Kunth och Dc.. Thalictrum podocarpum ingår i släktet rutor, och familjen ranunkelväxter. Inga underarter finns listade i Catalogue of Life.